# Margaret Walker (Schriftstellerin)

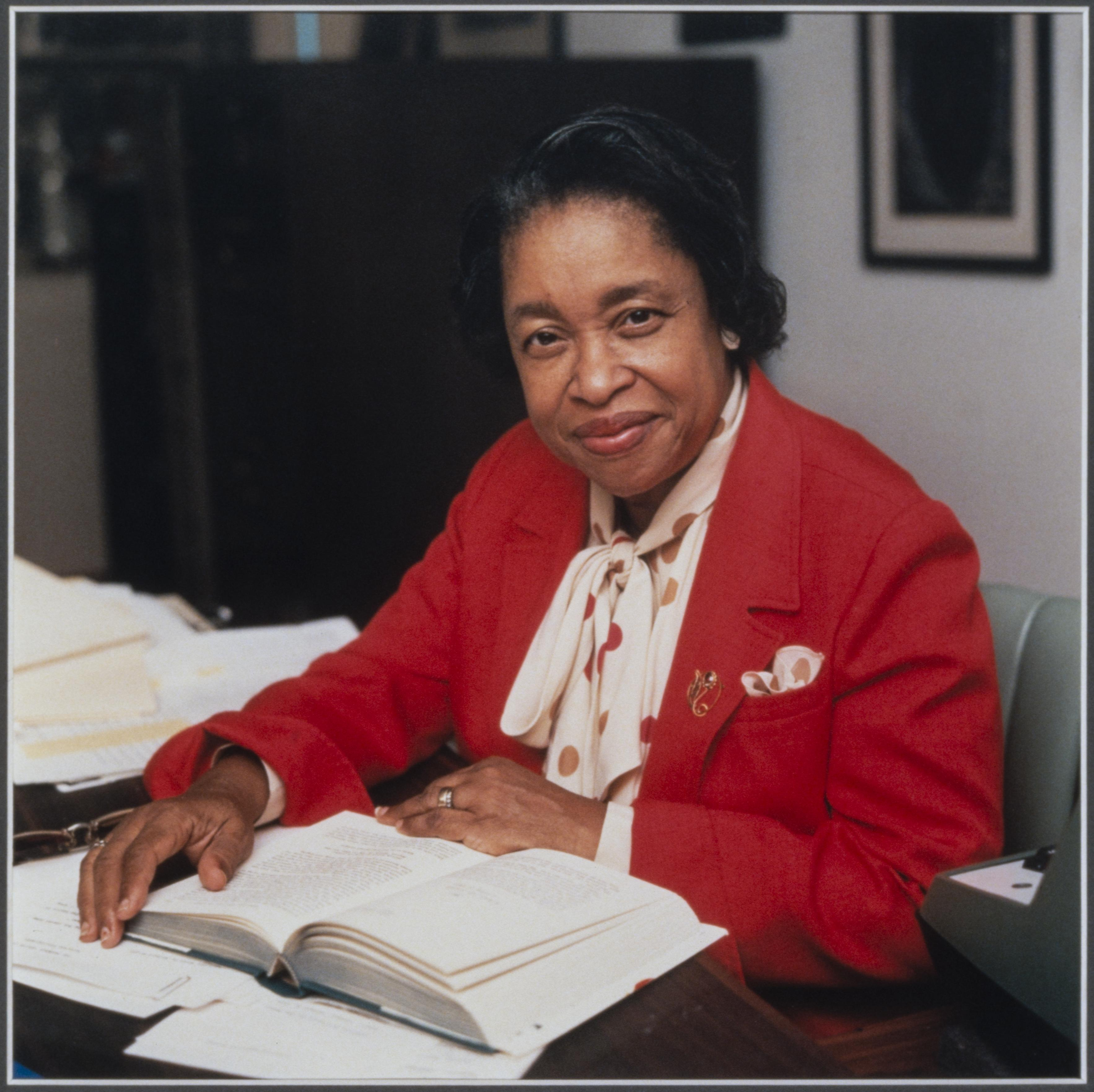
Margaret Walker

Margaret Abigail Walker (* 7. Juli 1915 in Birmingham, Alabama; † 30. November 1998 in Chicago, Illinois) war eine US-amerikanische Schriftstellerin, Dichterin und Hochschullehrerin, die insbesondere durch ihren Roman Jubilee bekannt und damit zu einer führenden Vertreterin der afroamerikanischen Literatur in der Mitte des 20. Jahrhunderts wurde.

## Leben
Die Tochter eines Methodistenpredigers studierte nach dem Besuch der Gilbert Academy in New Orleans zunächst zwei Jahre an der dortigen Dillard University sowie anschließend englische Sprache an der Northwestern University und schloss diese 1935 mit einem Bachelor of Arts (B.A. English). Ein darauf folgendes postgraduales Studium an der University of Iowa beendete sie 1940 mit einem Master of Arts (M.A.).
Ihr literarisches Debüt gab sie 1942 mit der Anthologie For My People und war danach von 1949 bis 1979 Professorin für Literatur am Jackson State College in Jackson (Mississippi).
1965 wurde ihr von der University of Iowa, wo sie Kurse für Kreatives Schreiben besuchte, ein Philosophiae Doctor (Ph.D.) für ihren Roman Jubilee verliehen. Dieser wurde 1966 veröffentlicht und ist ihr bekanntestes Werk. Es gilt als erstes Beispiel der sogenannten Neo-Slave Narratives; in ihm wird der Sezessionskrieg aus Sicht der Sklavin Vyry dargestellt wird.
Nach dem Erscheinen des Gedichtbandes Prophets for a New Day (1970) erhielt sie 1971 zunächst ein Stipendium des Fulbright-Programm sowie 1972 ein weiteres Stipendium des National Endowment for the Arts (NEA). Nach dem Buch How I Wrote Jubilee (1972) erschien mit October Journey (1973) zunächst eine weitere Anthologie, ehe sie 1988 eine Biografie über den afroamerikanischen Schriftsteller Richard Wright unter dem Titel Richard Wright: Daemonic Genius veröffentlichte.
1989 erschien mit This Is My Century: New and Collected Poems eine Sammlung ihrer Gedichte sowie zuletzt eine Sammlung von Essays unter dem Titel On Being Female, Black, and Free: Essays by Margaret Walker, 1932-1992 (1997).
Margaret Walker wurde in die Anthologie Daughters of Africa aufgenommen, die 1992 von Margaret Busby in London und New York herausgegeben wurde.

## Veröffentlichungen
- Jubilee. Houghton Mifflin, 1966
- Flieht wie ein Vogel auf eure Berge. Roman. Diana-Verlag, Konstanz 1968; Rowohlt, Reinbek 1972, ISBN 3-499-11532-8; Lübbe, Bergisch Gladbach 1990, ISBN 3-404-11587-2; Heyne, München 1994, ISBN 3-453-07507-2